# Coppa della Repubblica Ceca (pallacanestro femminile)
La Coppa della Repubblica Ceca (cs: Český pohár) di pallacanestro femminile è un trofeo nazionale ceco organizzato annualmente dal 1995.

## Albo d'oro
| Anno    | Vincitrice        | Finalista           | Note  |
| ------- | ----------------- | ------------------- | ----- |
| 1995-96 | Brno              |                     | [ 1 ] |
| 1996-97 | Brno              |                     | [ 1 ] |
| 1997-98 | Brno              |                     | [ 1 ] |
| 1998-99 | Brno              |                     | [ 1 ] |
| 1999-00 | Brno              |                     | [ 1 ] |
| 2000-01 | Brno              |                     | [ 1 ] |
| 2001-02 | Brno              |                     | [ 1 ] |
| 2002-03 | Brno              |                     | [ 1 ] |
| 2003-04 | Brno              | ZVVZ USK Praga      |       |
| 2004-05 | Brno              | ZVVZ USK Praga      |       |
| 2005-06 | Brno              | BK Kara Trutnov     |       |
| 2006-07 | Brno              | ZVVZ USK Praga      |       |
| 2007-08 | Brno              | ZVVZ USK Praga      |       |
| 2008-09 | Brno              | ZVVZ USK Praga      |       |
| 2009-10 | ZVVZ USK Praga    | Brno                |       |
| 2010-11 | ZVVZ USK Praga    | Brno                |       |
| 2011-12 | ZVVZ USK Praga    | Brno                |       |
| 2012-13 | Brno              | ZVVZ USK Praga      |       |
| 2013-14 | ZVVZ USK Praga    | Brno                |       |
| 2014-15 | ZVVZ USK Praga    | Brno                |       |
| 2015-16 | DSK Nymburk       | Sokol HK            |       |
| 2016-17 | Brno              | Královo Pole Brno   |       |
| 2017-18 | Královo Pole Brno | Sokol HK            |       |
| 2018-19 | Sokol HK          | Královo Pole Brno   |       |
| 2019-20 | Brno              | Sokol HK            | [ 2 ] |
| 2020-21 | ZVVZ USK Praga    | Královo Pole Brno   | [ 3 ] |
| 2021-22 | Brno              | Královo Pole Brno   |       |
| 2022-23 | Brno              | Levhartice Chomutov | [ 4 ] |
| 2023-24 | Brno              | Levhartice Chomutov | [ 5 ] |

## Vittorie per club
| Squadra           | Vittorie | Anni |
| ----------------- | -------- | --- |
| Brno              | 20       | 1996, 1997, 1998, 1999, 2000, 2001, 2002, 2003, 2004, 2005, 2006, 2007, 2008, 2009, 2013, 2017, 2020, 2022, 2023, 2024 |
| ZVVZ USK Praga    | 6        | 2010, 2011, 2012, 2014, 2015, 2021                                                                                     |
| Královo Pole Brno | 1        | 2018 |
| DSK Nymburk       | 1        | 2016 |
| Sokol HK          | 1        | 2019 |